# Queen's Club Championships 2017 - Doppio
Pierre-Hugues Herbert e Nicolas Mahut erano i due volte detentori del titolo e si sono ritirati durante il match di primo turno contro Marcus Daniell e Marcelo Demoliner.
Jamie Murray e Bruno Soares hanno sconfitto in finale Julien Benneteau e Édouard Roger-Vasselin con il punteggio di 6-2, 6-3.

## Teste di serie
1. Henri Kontinen /  John Peers (quarti di finale)
2. Pierre-Hugues Herbert /  Nicolas Mahut (primo turno, ritirati)

1. Jamie Murray /  Bruno Soares (campioni)
2. Bob Bryan /  Mike Bryan (quarti di finale)

## Qualificati
1. Marcus Daniell /  Marcelo Demoliner (quarti di finale)

### Lucky loser
1. Nicholas Monroe /  Donald Young (primo turno)

## Tabellone

### Legenda
| - Q = Qualificato - WC = Wild card - LL = Lucky loser | - ALT = Alternate - SE = Special Exempt - PR = Protected Ranking | - w/o = Walkover - r = Ritirato - d = Squalificato |

|  | Primo turno                  | Primo turno                  | Primo turno                  | Primo turno | Primo turno |  |  | Quarti di finale | Quarti di finale             | Quarti di finale             | Quarti di finale             | Quarti di finale             |   |     | Semifinale        | Semifinale                   | Semifinale                   | Semifinale        | Semifinale        |   |   | Finale | Finale | Finale | Finale | Finale |  |
|  |                              |                              |                              |             |             |  |  |                  |                              |                              |                              |                              |   |     |                   |                              |                              |                   |                   |   |   |        |        |        |        |        |  |
|  | 1                            | H Kontinen J Peers           | H Kontinen J Peers           | 7           | 7           |  |  |                  |                              |                              |                              |                              |   |     |                   |                              |                              |                   |                   |   |   |        |        |        |        |        |  |
|  |                              | J Isner S Johnson            | J Isner S Johnson            | 610         | 6           |  |  | 1                | H Kontinen J Peers           | 62                           | 6                            | [2]                          |   |     |                   |                              |                              |                   |                   |   |   |        |        |        |        |        |  |
|  | WC                           | K Edmund T Kokkinakis        | 3                            | 7           | [7]         |  |  |                  | R Bopanna I Dodig            | 7                            | 4                            | [10]                         |   |     |                   |                              |                              |                   |                   |   |   |        |        |        |        |        |  |
|  |                              | R Bopanna I Dodig            | 6                            | 65          | [10]        |  |  |                  |                              |                              |                              |                              |   |     | R Bopanna I Dodig | R Bopanna I Dodig            | R Bopanna I Dodig            | 4                 | 5                 |   |   |        |        |        |        |        |  |
|  | 4                            | B Bryan M Bryan              | B Bryan M Bryan              | 7           | 7           |  |  |                  |                              | J Benneteau É Roger-Vasselin | J Benneteau É Roger-Vasselin | J Benneteau É Roger-Vasselin | 6 | 7   |                   |                              |                              |                   |                   |   |   |        |        |        |        |        |  |
|  |                              | G Dimitrov J-W Tsonga        | G Dimitrov J-W Tsonga        | 65          | 65          |  |  | 4                | B Bryan M Bryan              | 64                           | 6                            | [6]                          |   |     |                   |                              |                              |                   |                   |   |   |        |        |        |        |        |  |
|  | J Benneteau É Roger-Vasselin | J Benneteau É Roger-Vasselin | J Benneteau É Roger-Vasselin | 6           | 7           |  |  |                  | J Benneteau É Roger-Vasselin | 7                            | 4                            | [10]                         |   |     |                   |                              |                              |                   |                   |   |   |        |        |        |        |        |  |
|  | D Nestor M Raonic            | D Nestor M Raonic            | D Nestor M Raonic            | 2           | 63          |  |  |                  |                              |                              |                              |                              |   |     |                   | J Benneteau É Roger-Vasselin | J Benneteau É Roger-Vasselin | 2                 | 3                 |   |   |        |        |        |        |        |  |
|  | F López M López              | F López M López              | F López M López              | 2           | 4           |  |  |                  |                              |                              |                              |                              |   |     |                   |                              | 3                            | J Murray B Soares | J Murray B Soares | 6 | 6 |        |        |        |        |        |  |
|  | R Harrison M Venus           | R Harrison M Venus           | R Harrison M Venus           | 6           | 6           |  |  |                  | R Harrison M Venus           | 6(1)                         | 6                            | [6]                          |   |     |                   |                              |                              |                   |                   |   |   |        |        |        |        |        |  |
|  |                              | G Müller S Querrey           | G Müller S Querrey           | 64          | 1           |  |  | 3                | J Murray B Soares            | 7                            | 4                            | [10]                         |   |     |                   |                              |                              |                   |                   |   |   |        |        |        |        |        |  |
|  | 3                            | J Murray B Soares            | J Murray B Soares            | 7           | 6           |  |  |                  |                              |                              |                              |                              |   |     | 3                 | J Murray B Soares            | 1                            | 6                 | [10]              |   |   |        |        |        |        |        |  |
|  | LL                           | N Monroe D Young             | 5                            | 6           | [10]        |  |  |                  |                              |                              | M Čilić M Matkowski          | 6                            | 3 | [8] |                   |                              |                              |                   |                   |   |   |        |        |        |        |        |  |
|  |                              | M Čilić M Matkowski          | 7                            | 4           | [12]        |  |  |                  | M Čilić M Matkowski          | 7                            | 1                            | [10]                         |   |     |                   |                              |                              |                   |                   |   |   |        |        |        |        |        |  |
|  | Q                            | M Daniell M Demoliner        | 4                            | 5           |             |  |  | Q                | M Daniell M Demoliner        | 69                           | 6                            | [8]                          |   |     |                   |                              |                              |                   |                   |   |   |        |        |        |        |        |  |
|  | 2                            | P-H Herbert N Mahut          | 6                            | 3           | r           |  |  |                  |                              |                              |                              |                              |   |     |                   |                              |                              |                   |                   |   |   |        |        |        |        |        |  |

## Qualificazioni

### Teste di serie
1. Nicholas Monroe /  Donald Young (ultimo turno, Lucky loser)

1. Robert Lindstedt /  André Sá (primo turno)

### Qualificati
1. Marcus Daniell /  Marcelo Demoliner

### Lucky loser
1. Nicholas Monroe /  Donald Young

### Tabellone qualificazioni
|  | Primo turno | Primo turno                      | Primo turno                  | Primo turno | Primo turno |  |  | Ultimo turno | Ultimo turno                     | Ultimo turno                     | Ultimo turno | Ultimo turno |  |
|  |             |                                  |                              |             |             |  |  |              |                                  |                                  |              |              |  |
|  | 1           | Nicholas Monroe Donald Young     | Nicholas Monroe Donald Young | 7           | 6           |  |  |              |                                  |                                  |              |              |  |
|  | WC          | Julian Knowle Nenad Zimonjić     | Julian Knowle Nenad Zimonjić | 64          | 1           |  |  | 1            | Nicholas Monroe Donald Young     | Nicholas Monroe Donald Young     | 613          | 4            |  |
|  |             | Marcus Daniell Marcelo Demoliner | 6                            | 3           | [10]        |  |  |              | Marcus Daniell Marcelo Demoliner | Marcus Daniell Marcelo Demoliner | 7            | 6            |  |
|  | 2           | Robert Lindstedt André Sá        | 3                            | 6           | [8]         |  |  |              |                                  |                                  |              |              |  |